# Arhynchite inamoenus
Arhynchite inamoenus är en djurart som tillhör fylumet skedmaskar, och som beskrevs av Fisher, W.K. 1946. Arhynchite inamoenus ingår i släktet Arhynchite och familjen Echiuridae. Inga underarter finns listade i Catalogue of Life.